# Maison de la Montagne Saint-Pierre

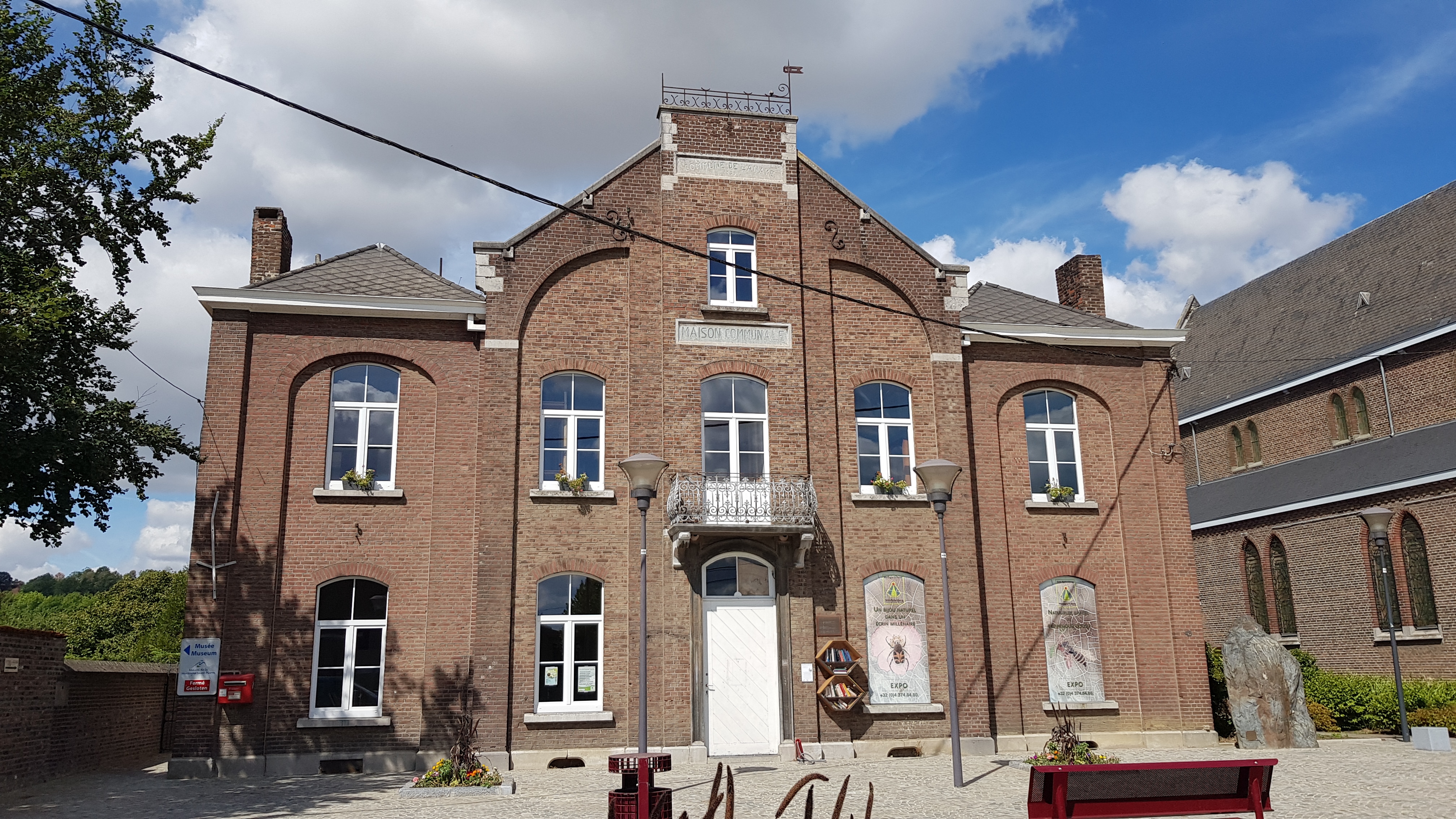
Maison de la Montagne Saint-Pierre

Het Maison de la Montagne Saint-Pierre is een bezoekerscentrum te Ternaaien, gelegen aan Place du Roi Albert.
Het centrum biedt een interactieve tentoonstelling die kennis biedt aangaande de geologie en de geschiedenis van de streek tussen Maas en Jeker.
Er zijn vier zalen.
- De eerste zaal is gewijd aan het krijttijdperk, toen de belangrijkste formatie van de Sint-Pietersberg, namelijk mergelsteen, gevormd werd.
- De tweede zaal is gewijd aan de eerste menselijke activiteiten: die van landbouwers, steenbrekers en herders.
- De derde zaal behandelt de bijzondere flora en fauna van het gebied.
- De vierde zaal is gewijd aan de huidige inspanningen voor de natuurbescherming.